# ATP Buzios 1991
LATP Buzios 1991 è stato un torneo di tennis giocato sul cemento. È stata la 1ª edizione del torneo che fa parte della categoria ATP World Series nell'ambito dell'ATP Tour 1991. Si è giocato a Armação dos Búzios in Brasile dal 28 ottobre al 3 novembre 1991.

## Campioni

### Singolare maschile
Jordi Arrese ha battuto in finale  Jaime Oncins 1–6, 6–4, 6–0

### Doppio maschile
Sergio Casal /  Emilio Sánchez hanno battuto in finale  Javier Frana /  Leonardo Lavalle 4–6, 6–3, 6–4